# 285-я бомбардировочная авиационная дивизия
5-я гвардейская бомбардировочная авиационная Оршанская Краснознамённая ордена Кутузова дивизия — авиационная бомбардировочная дивизия в Великой Отечественной войне.

## История
Сформирована 8.7.1942 года как 285-я бомбардировочная авиационная дивизия.
В действующей армии с 26 июля 1942 года.

### Боевой путь
В Великую Отечественную войну в составе ВВС Западного фронта участвовала в сражениях в составе 2-го бомбардировочного авиационного корпуса 2-я воздушной армии, 1-й воздушной армии.
Лётчики дивизии в период 30 июля — 1 сентября 1942 г. содействовала войскам 29-й и 30-й армий Калининского фронта, 20-й и 31-й армий Западного фронта в проведении этой операции. С начала операции и до 4 августа удар в направлении Ржев, Зубцов наносили 29-я и 30-я армии Калининского фронта. В эти дни массированные удары с воздуха по войскам противника обрушивали лётчики 3-й воздушной армии. Вскоре боевые действия развернули 20-я и 31-я армии Западного фронта. Самолёты дивизии стали действовать и в интересах Западного фронта.
11 октября 1942 года дивизия вошла в состав 2-го бомбардировочного авиационного корпуса . С 1-го декабря 1942г. 2-й бак в составе 16-й воздушной Армии участвовал в Сталинградской битве.
24 ноября 1942 года — 20 января 1943 года части дивизии участвуют в наступательной операции войск Калининского фронта, которая по времени совпала с историческим сражением под Сталинградом, закончившимся блестящей победой Советской Армии.
Преследуя противника, Калининский и Западный фронты продвинулись вперед на 100—120 км, разгромили ржевско-вяземский плацдарм группы армий «Центр», вышли на дальние подступы к древнему русскому городу Смоленску.
После этого Калининский и Западный фронты стали накапливать силы, готовясь к новым сражениям. Авиационные части дивизии пополнялись самолётами с высокими тактико-техническими данными, выпуск которых промышленность увеличивала с каждым месяцем, в полках проводилось обучение летного состава.
В августе 1943 авиаторы дивизии надёжно обеспечивали действия наземных войск, на каждый день операции составлялся план боевого применения авиации: перед частями 3-я воздушной армии, взаимодействовавшими с войсками двух фронтов, были поставлены следующие задачи:
не допускать действий авиации противника по нашим войскам, организовать такое прикрытие, которое исключало бы всякую возможность проникновения бомбардировщиков противника в район боевых действий, организовать дежурство групп истребителей в районе перекрестка дорог Смоленск — Демидов и наблюдение за аэродромом противника в районе Смоленска, вести разведку, быть в часовой готовности к вылету для нанесения удара по войскам противника в случае контратак в полосе наземных советских войск.
С этими задачами воины дивизии успешно справились!
3 сентября 1943 года 285-я бомбардировочная авиационная дивизия преобразована Приказом НКО СССР № 265 5-ю гвардейскую бомбардировочную авиационную дивизию.
Отлично сражались гвардейцы, заслужив на гвардейское Красное Знамя ещё два боевых ордена Красного Знамени и Кутузова II степени.
Закончила войну как 5-я гвардейская бомбардировочная авиационная Оршанская Краснознамённая ордена Кутузова дивизия, в составе Ленинградского фронта, блокируя Курляндскую группировку противника.

## Состав дивизии
- 134-й скоростной бомбардировочный авиационный полк — с 8 июля 1942 года по 3 сентября 1942 года. Приказом НКО № 265 переименован в 127-й гвардейский бомбардировочный авиационный полк.
- 205-й ближнебомбардировочный авиационный полк — с 8 июля 1942 года по 3 сентября 1942 года. Приказом НКО № 265 переименован в 128-й гвардейский «Ленинградский» бомбардировочный авиационный полк.
- 202-й скоростной бомбардировочный авиационный полк — с 12 сентября 1942 года 1942 года по 11 октября 1942 года. Убыл в 263-ю бомбардировочную авиационную дивизию.
- 150-й скоростной бомбардировочный авиационный полк — с 11 октября 1942 года по 22 ноября 1942 года. Приказом НКО № 374 переименован в 35-й гвардейский бомбардировочный авиационный полк.
- 35-й гвардейский бомбардировочный авиационный полк — с 22 ноября 1942 года по 3 сентября 1943 года.

## Подчинение
- С 8 июля 1942 года по 26 июля 1942 года — в составе Резерва Верховного Главного Командования.
- С 26 июля 1942 года по август 1942 года — в составе 3-й воздушной армии Калининского Фронта.
- С августа 1942 года по 14 сентября 1942 года — в составе 1-й воздушной армии Западного Фронта.
- С 14 сентября 1942 года по 29 ноября 1942 года — в составе Резерва Верховного Главного Командования.
- С 29 ноября 1942 года по 30 ноября 1942 года — в составе Отдельных авиационных Соединений Ставки Верховного Главного Командования.
- С 1 декабря 1942 года по 15 февраля 1943 года — в составе 16-й воздушной армии Донского Фронта.
- С 15 февраля 1943 года по март 1943 года — в составе 16-й воздушной армии Центрального Фронта.
- С марта 1943 года по апрель 1943 года — в составе 2-й воздушной армии Воронежского Фронта.
- С апреля 1943 года по июль 1943 года — в составе 4-й воздушной армии Северо-Кавказского Фронта.
- С июля 1943 года по 3 сентября 1943 года — в составе 1-й воздушной армии Западного Фронта.

В составе корпусов:
- С 18 сентября 1942 года по 11 октября 1942 года — в составе 1-го бомбардировочного авиационного корпуса.
- С 11 октября 1942 года по 3 сентября 1943 года — в составе 2-го бомбардировочного авиационного корпуса.

## Дивизией командовали
- Сандалов, Владимир Александрович полковник, с 04.02.44 г. генерал-майор авиации 08.07.1942 — 09.05.1945

## Награды и наименования
- Приказом НКО № 374 от 22 ноября 1942 года 150-й скоростной бомбардировочный авиационный полк переименован в 35-й гвардейский бомбардировочный авиационный полк.
- Приказом НКО № 265 от 3 сентября 1943 года 285-я бомбардировочная авиационная дивизия переименована в 5-ю гвардейскую бомбардировочную авиационную дивизию.
- Приказом НКО № 265 от 3 сентября 1943 года 134-й скоростной бомбардировочный авиационный полк переименован в 127-й гвардейский бомбардировочный авиационный полк.
- Приказом НКО № 265 от 3 сентября 1943 года 205-й ближний бомбардировочный авиационный полк переименован в 128-й гвардейский бомбардировочный авиационный полк.

Почётные наименования:
- Приказом НКО № 207 от 4 мая 1943 года 35-му гвардейскому бомбардировочному авиационному полку присвоено почётное наименование «Сталинградский».
- Приказом НКО № 207 от 4 мая 1943 года 205-му ближнебомбардировочному авиационному полку присвоено почётное наименование «Ленинградский».
- Приказом НКО № 265 от 3 сентября 1943 года 285-я бомбардировочная авиационная дивизия переименована в 5-ю гвардейскую бомбардировочную авиационную дивизию.